# Шаройкина, Елена Акинфовна
Елена Акинфовна Шаройкина — российский общественный деятель в области охраны окружающей среды, зоозащитник, медиаменеджер, эксперт в области социальных коммуникаций. Руководитель Общенациональной Ассоциации генетической безопасности. Председатель Комиссии по экологии и окружающей среде VII состава Общественной Палаты Российской Федерации и Комиссии по экологии и устойчивому развитию VIII Состава ОП РФ. Член Комиссии Государственного совета РФ по направлению «Экология и природные ресурсы». Председатель Национального Комитета Десятилетия ООН по восстановлению экосистем. Член Президиума Всероссийского Общества Охраны Природы (ВООП). Член Общественного совета Росатома и глава Комиссии по экологии, член Экспертного совета при Комитете Государственной Думы РФ по экологии, природным ресурсам и охране окружающей среды. В декабре 2023 года вошла в число официальных доверенных лиц кандидата в Президенты Владимира Путина в рамках избирательной кампании 2024 года.

## Биография
Родилась в 1979 году в городе Днепропетровске, в семье инженеров.
Родители работали на Южном машиностроительном заводе им. А. М. Макарова («Южмаш»). В школьные годы вместе с семьёй много путешествовала по СССР.

### Образование и профессиональная карьера
Окончила факультет журналистики Днепропетровского национального университета им. Олеся Гончара (ДНУ). По специальности — тележурналист. Окончила магистратуру по направлению «Менеджмент» и программу Executive MBA «Стратегическое управление и лидерство» в Российской академии народного хозяйства и государственной службы при Президенте Российской Федерации по направлению (РАНХиГС).
Профессиональную карьеру начала на Днепропетровском областном телевидении ещё во время обучения в университете. Вела авторские программы, посвящённые политической и социальной проблематике, работала парламентским корреспондентом.
С начала 2000-х живет и работает в Москве. В качестве специалиста по PR по связям с общественностью принимала участие в реализации ряда имиджевых и гуманитарных проектов, а также в проведении различных избирательных кампаний. Учредила и по настоящее время возглавляет российскую компанию Production Ru Communication Group, специализирующуюся на оказании маркетинговых и консалтинговых услуг. Клиентами и партнёрами фирмы в различное время были крупные государственные, коммерческие и общественные структуры (партия «Единая Россия», правительство ХМАО-Югры, ФГУП «РосРАО», ФК «УРАЛСИБ», концерн «Росэнергомаш», Российский союз автостраховщиков, Российский футбольный союз (РФС), медиа-холдинг Newmedia Stars и другие).
В 2006 году провела предвыборную кампанию Кирсана Илюмжинова, по итогу которой он был переизбран на пост президента Международной шахматной федерации (ФИДЕ). Этот проект принёс ей российскую PR-премию «Белое крыло» в номинации «Лучший некоммерческий PR-проект года», а также номинации на PR-премии PRoba и «Серебряный лучник» в категории «Лучший PR-проект года».
В апреле 2016 года была назначена генеральным директором телеканала «Царьград», а с марта 2017 года и по январь 2020 — работала главным редактором. С сентября 2017 года вела авторскую программу «Красный угол», гостями которой становились известные государственные и общественные деятели.
Дважды становилась лауреатом премии «Медиа-менеджер России»: в 2018 году в номинации «Самый стильный медиа-менеджер» в категории «Личный бренд», в 2019 году в номинации «Электронные медиа» за «выведение в топ-5 самых популярных телеканалов в Рунете».

## Общественная деятельность
В 2004 году Ступинский мясокомбинат, торговая фирма «ЦентрТрейд» и продюсерская студия Production Ru учредили негосударственную некоммерческую организацию — Общенациональную Ассоциацию генетической безопасности. Президентом Ассоциации был избран старший научный сотрудник Института биологии развития им. Н. К. Кольцова РАН, к. б. н. Александр Баранов, Елена Шаройкина назначена на должность директора.
В июле 2013 года Е. А. Шаройкина выступила организатором и идеологом первого в России экопробега электромобилей «Изумрудная планета», прошедшего на территории Новой Москвы с участием российских политиков, журналистов, деятелей культуры и предпринимателей. Эта акция стала составной частью одноименной экологической инициативы ОАГБ «Изумрудная планета», направленной на популяризацию идей ответственного использования природных ресурсов, вторичной переработки отходов, повсеместного развития и внедрения «зелёных технологий».
В ноябре 2014 года Е. А. Шаройкина стала главным координатором международного проекта «Фактор ГМО» — крупнейшего исследования по изучению безопасности ГМО, а так же пестицидов.
Не имеет профильного образования (биологического, химического или медицинского), но регулярно выступает в качестве эксперта рабочих групп по вопросам экологической и продовольственной безопасности Государственной Думы, профильных российских министерств и ведомств. Участвует в новостных и аналитических программах федеральных телеканалов, читает авторские лекции на тему экологии на различных общественных площадках (ЦДХ, «Красный Октябрь», лекторий телеканала «Дождь» и др.). Постоянный докладчик экологических форумов, конференций и других мероприятий в России, также выступала в Китае.
Автор и член редакционного совета научно-популярного журнала «Наука и религия»; колумнист московской городской газеты Green City и газеты «Взгляд». Выступала с критикой в адрес Алексея Навального[значимость факта?].
Входила в Совет по развитию общественного контроля при Комитете ГД РФ по делам общественных объединений и религиозных организаций.
Выступает против неконтролируемого распространения ГМО и угрозам использования биотехнологий в военных целях. Инициировала издание первой русскоязычной версии книги «Энциклопедия ГМО: мифы и правда», презентация которой прошла в феврале 2020 года в пресс-центре РИА Новости.
В 2020 году основанная Е. А. Шаройкиной некоммерческая организация АНО «ОАГБ» выиграла грант Фонда президентских грантов на реализацию проекта «Внимание! Еда!», в рамках которого в течение года была проведена независимая экспертиза безопасности продуктов питания, в 67 из них были выявлены нарушения. Каждой проверке был посвящён выпуск программы «Внимание! Еда!» на телеканале 360.
В июне 2020 года вошла в Седьмой состав Общественной Палаты Российской Федерации по итогам конкурса по отбору 43 членов Палаты от общероссийских общественных объединений и иных некоммерческих организаций, а 19 июня 2020 года в ходе первой пленарной сессии нового состава единогласно избрана главой Комиссии по экологии и охране окружающей среды.
В феврале 2021 года единогласным решением назначена Ответственным секретарем Центрального Совета ВООП, председателем которого был избран Вячеслав Фетисов. С июня 2021 года входит в состав Президиума ВООП.
В декабре 2023 года  вошла в число официальных доверенных лиц кандидата в Президенты.
30 октября 2024 года награждена медалью "За содействие" Министерства природных ресурсов и экологии Российской Федерации.

## Лоббистская деятельность
По заявлениям оппонентов, Е. А. Шаройкина сыграла ключевую роль в лоббировании «анти-ГМО» законодательства России. После появления в конце 2012 года проекта постановления Правительства РФ о порядке утверждения государственной регистрации ГМО Шаройкина стала одним из главных организаторов и активным участником общественной кампании по противодействию принятия данного документа. ОАГБ проводились многочисленные уличные пикеты с лозунгами «Нет Монсанто!» и «За Россию без ГМО», соответствующая петиция была направлена Президенту России В. В. Путину.
После того, как, несмотря на критику, постановление Правительства № 839 было все-таки принято, Е. А. Шаройкина вместе с представителями ряда других некоммерческих организаций и экспертами в области биологической и продовольственной безопасности в декабре 2013 года подала заявление в Верховный суд РФ с целью оспорить законность данного правового акта. 25 декабря 2013 года она стала одним из инициаторов открытого обращения представителей научных, общественных и экологических организаций к Президенту России В. В. Путину с требованием отменить Постановление № 839 и ввести временный мораторий на выращивание трансгенных культур на территории России. Летом 2014 года вступление данного постановления в силу было отложено на 3 года, а в июне 2016 года Госдума одновременно с «пакетом Яровой» приняла «анти-ГМО» закон.
Критики также обвиняли Е. А. Шаройкину в том, что за её лоббистской деятельностью на самом деле стоят российские «силовики».
В 2016 году внесена в базу данных украинского сайта «Миротворец» как «российский пособник террористов», за «диверсионную работу, проведение ИПсО, вмешательство в политику других государств, экономический шантаж, разведывательно-подрывную деятельность против Украины и антиукраинскую пропаганду».
В 2019 Шаройкина была включена в «Список Путина», составляемого Форумом свободной России, куда попадают имена людей, поддерживающих российские власти.